# DeBreuck-Gletscher
Der DeBreuck-Gletscher ist ein 13 km langer Gletscher in der antarktischen Ross Dependency. In der Queen Elizabeth Range fließt er von Süden in den Kent-Gletscher.
Der United States Geological Survey kartierte ihn anhand eigener Tellurometervermessungen und Luftaufnahmen der United States Navy aus den Jahren von 1960 bis 1962. Das Advisory Committee on Antarctic Names benannte ihn 1966 nach dem Glaziologen William DeBreuck, der im Rahmen des United States Antarctic Research Program von 1962 bis 1963 auf der Amundsen-Scott-Südpolstation tätig war.